# Gebbaren
Gebbaren är en sjö i Ljusdals kommun i Hälsingland och ingår i Ljusnans huvudavrinningsområde. Sjön är 4,1 meter djup, har en yta på 0,717 kvadratkilometer och är belägen 422 meter över havet.

## Delavrinningsområde
Gebbaren ingår i det delavrinningsområde (685549-147724) som SMHI kallar för Inloppet i Lillsjön. Medelhöjden är 437 meter över havet och ytan är 7,94 kvadratkilometer. Det finns inga avrinningsområden uppströms utan avrinningsområdet är högsta punkten. Vattendraget som avvattnar avrinningsområdet har biflödesordning 3, vilket innebär att vattnet flödar genom totalt 3 vattendrag innan det når havet efter 166 kilometer. Avrinningsområdet består mestadels av skog (35 procent) och sankmarker (51 procent). Avrinningsområdet har 1,03 kvadratkilometer vattenytor vilket ger det en sjöprocent på 13 procent.